# Feuer in der U-Bahn in Daegu

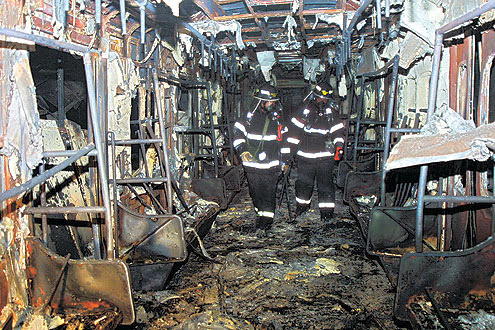
Die ausgebrannte U-Bahn

Das Feuer in der U-Bahn in Daegu ist der zweitschwerste Unfall in einem U-Bahn-System: Ein Psychotiker setzte am 18. Februar 2003 in der Haltestelle Jungangno im Zentrum der viertgrößten südkoreanischen Stadt Daegu bei einem Suizidversuch einen Zug in Brand. 192 Menschen starben.

## Ausgangslage
Die zweigleisige U-Bahn-Strecke, betrieben von der Daegu Metropolitan Subway Corporation (DMSC), ist 25,9 km lang, führt vom Bahnhof Daegok zum Bahnhof Ansim und weist 30 Haltestellen auf. Die Station Jungangno liegt im Stadtzentrum. Sie hat drei Untergeschosse. Im obersten Geschoss befindet sich eine Shopping-Ebene, im dritten Untergeschoss verkehren die U-Bahnen. Die Bahnsteige liegen außen, der Abstand zwischen zwei haltenden Zügen beträgt etwa 1,3 Meter. Brandschutztüren und Rauchmelder befanden sich nur auf den beiden oberen Ebenen, eine Notbeleuchtung fehlte ebenso wie ein Notfall-Management.
Die Züge auf der Linie 1 waren etwa 10 Jahre alt und hatten jeweils sechs Wagen. Sitze und Boden der Wagen bestanden aus GfK, PVC und Polyethylen, brennbaren Kunststoffen.
Der Brandstifter, ein zum Tatzeitpunkt 56 Jahre alter arbeitsloser Taxifahrer, war geistig verwirrt. Er wollte an einem Ort Suizid begehen, an dem sich möglichst viele Menschen aufhielten, um sie ebenfalls zu töten. Dazu wollte er sich im Zug mit brennbarer Flüssigkeit übergießen und verbrennen. Er bestieg den ersten Wagen des Zuges 1079 und führte dabei einen Vier-Liter-Behälter für Frostschutzmittel, gefüllt mit Terpentinersatz oder Benzin, mit sich.

## Hergang
Der Täter entzündete die Flüssigkeit in dem Behälter bei Einfahrt des Zuges in die Station Jungangno gegen 9:50 Uhr mit einem Feuerzeug und schüttete die brennende Flüssigkeit auf den Boden. Dem Täter gelang es, obwohl seine Beine und sein Rücken brannten, mit vielen anderen zu fliehen, jedoch hatte das Feuer innerhalb von zwei Minuten alle Wagen des Zuges erfasst. Der brennbare Kunststoff entwickelte einen dicken, giftigen Rauch.
In der alarmierten Betriebszentrale wurde die Lage zunächst völlig unterschätzt, der erste Feueralarm ignoriert, da Fehlalarme häufig vorkamen. So ließ der Fahrdienstleiter vier Minuten später auf dem Gleis der Gegenrichtung den Zug 1080 in die Station einfahren, der unmittelbar neben dem brennenden Zug zum Stehen kam. Der Fahrdienstleiter hatte dessen Triebfahrzeugführer lediglich eine langsame Einfahrt und anschließend eine Evakuierung des Zuges empfohlen. Die Türen öffneten kurz, wurden dann jedoch wieder geschlossen, wohl um den Rauch nicht ins Fahrzeuginnere gelangen zu lassen. Kurz nach der Einfahrt des zweiten Zuges brach aufgrund der Hitzeentwicklung durch den brennenden ersten Zug die Stromversorgung zusammen – nach anderer Quelle wurde sie abgeschaltet –, womit auch die Brandmeldeeinrichtungen im Bahnhof deaktiviert wurden und sowohl die Entlüftung als auch die Sprinkleranlage ausfiel. Der Stromausfall verhinderte außerdem, dass der zweite Zug den Bahnhof wieder verlassen konnte. Der Triebfahrzeugführer versuchte, die Betriebsleitstelle zu kontaktieren. Von dort kam schließlich die Aufforderung, den Zug schnellstmöglich zu verlassen. Er folgte der Anordnung, aber nur noch an drei Wagen ließen die Türen sich öffnen. Der Lokführer floh, wobei er den Hauptschlüssel für den Betrieb des Zuges mitnahm, ohne den die übrigen Türen nicht mehr zu öffnen waren. Damit waren die Reisenden eingeschlossen, von denen keiner überlebte. Beide Züge und die unterste Ebene der Station Jungangno brannten vollständig aus. Dabei wurden Temperaturen von mehr als 1000 °C erreicht. Der Brand griff auch auf die darüber liegende Ebene über, wurde dort aber effektiv durch Brandschutztüren abgedämmt.

## Folgen

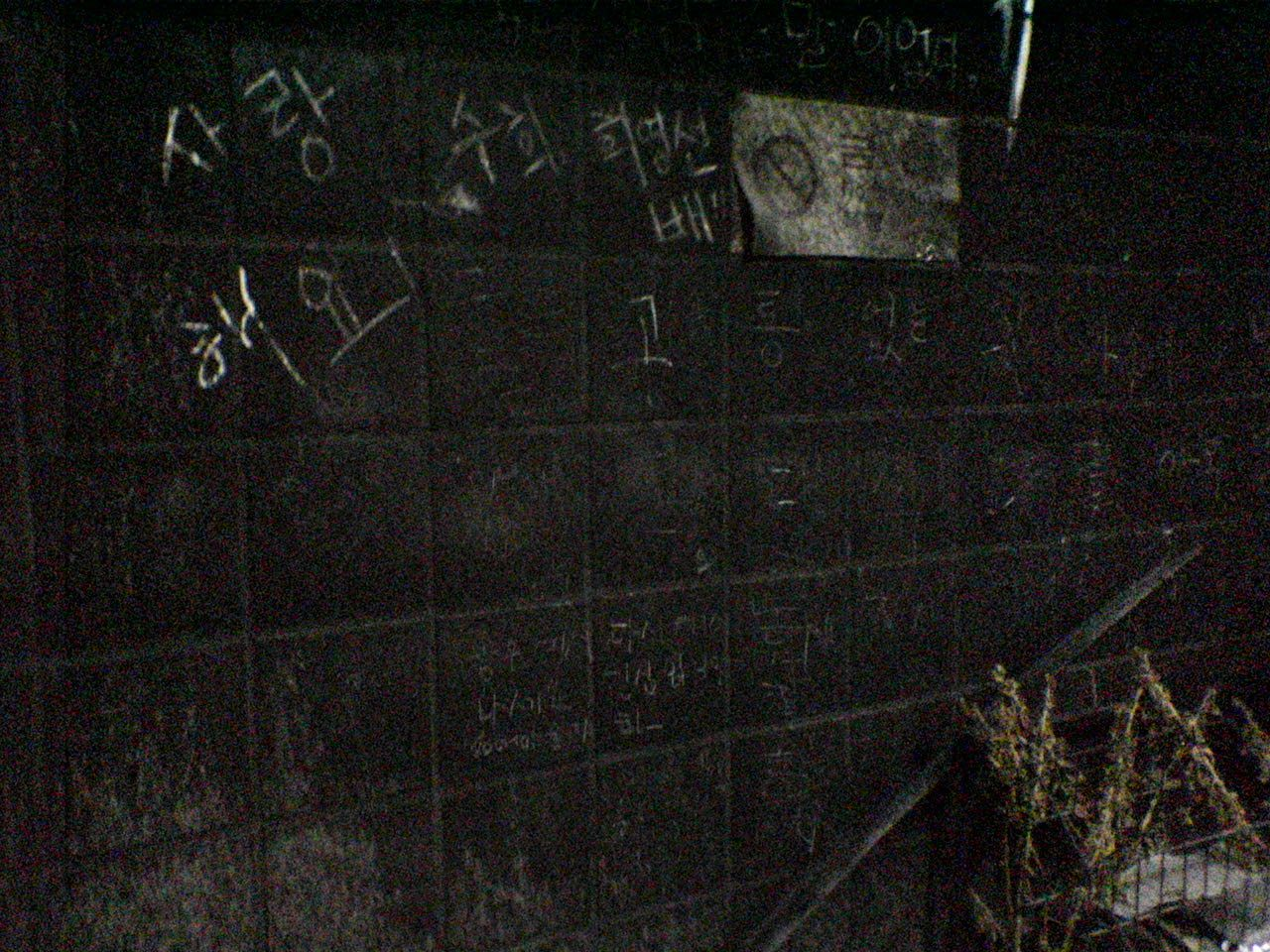
Eine verrußte Wand mit Grüßen von Verwandten

Obwohl das Feuer gegen 13:30 Uhr erstickt war, konnten die Retter wegen des dicken, giftigen Rauchs und der hohen Temperaturen die Station erst gegen 15:30 Uhr betreten. Die Opfer waren bis zur Unkenntlichkeit verbrannt, so dass in einigen Fällen DNS-Analysen nicht mehr durchgeführt werden konnten. Insgesamt konnten von den 192 Toten sechs nicht mehr identifiziert werden. Darüber hinaus gab es 148 teils schwerst Verletzte. Die meisten Menschen starben im zweiten Zug.
Der Täter überlebte den Brand und wurde wegen Brandstiftung und Totschlags im August 2003 zu lebenslanger Haft verurteilt. Er starb am 31. August 2004 in der Haft. Die beiden Triebfahrzeugführer wurden jeweils zu fünf bzw. vier Jahren Gefängnis verurteilt. Gegen fünf weitere Angestellte der U-Bahn wurden Ermittlungsverfahren eingeleitet.
Der Unfall wurde als nationale Peinlichkeit betrachtet. Es gab eine breite Debatte darüber, ob in Südkorea bei dem raschen wirtschaftlichen Aufstieg des Landes nicht zu viele Kompromisse auf Kosten der Sicherheit eingegangen worden seien.